# Pingelap

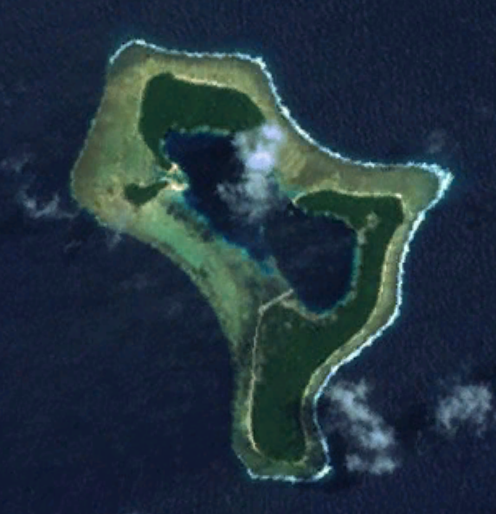
Imagen de satélite del atolón Pingelap con la marea baja. La pálida línea en el centro es la pista de aterrizaje.

Pingelap es un atolón en el océano Pacífico, parte de Pohnpei, perteneciente a los Estados Federados de Micronesia, que consiste en tres islas: isla Pingelap, Sukoru y Daekae, unidos a un sistema de arrecifes y rodeando un lago central, aunque solo la isla Pingelap está habitada. El conjunto completo tiene una extensión de 1,8 km² con la marea alta y menos de 4 km² con la marea baja. El atolón posee su propio idioma, el pingelapés, hablado por la mayoría de los 250 residentes.

## Historia

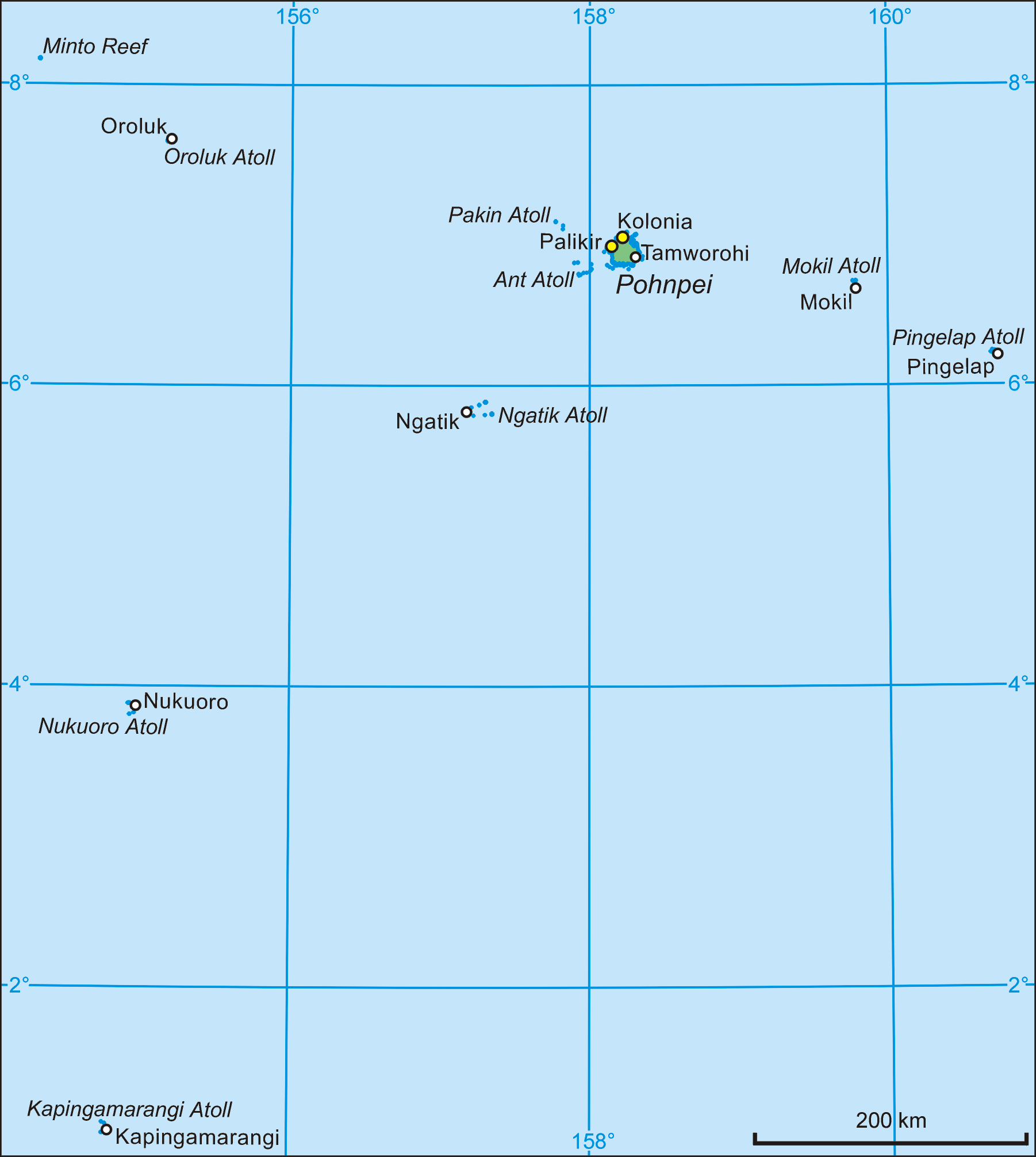
Mapa de la región de Pohnpei. Pingelap está en el borde este del mapa.

El atolón fue capturado por Japón en octubre de 1914, tras el inicio de la Primera Guerra Mundial. La zona sur de la isla Pingelap fue ocupada por Japón durante las hostilidades en el océano Pacífico en la Segunda Guerra Mundial, usándose como base de abastecimiento y siendo atacada por las fuerzas aliadas. La presencia de tropas extranjeras llevó a la introducción de enfermedades infecciosas, incluyendo la gonorrea, la tuberculosis y la disentería, lo que redujo la población a su nivel anterior a la guerra entre 1000 a 800 y disminuyó significativamente la tasa de fertilidad.
Históricamente, el atolón estaba gobernado por un jefe supremo llamado nahnmwariki; un título hereditario que concedía ciertos derechos de tierra a su dueño. Este sistema se mantuvo durante al ocupación japonesa, aunque fue renombrado "magistrado de la isla". Sin embargo, con la llegada de la Armada de los Estados Unidos en 1945, se creó un sistema de elección democrática que se estableció junto con el sistema tradicional, cuyo poder se fue debilitando gradualmente. Se proporcionó educación primaria universal para los niños de la isla y atención sanitaria limitada para erradicar las enfermedades introducidas durante la guerra.
Durante la década de 1960, los Peace Corps y la Fuerza Aérea de los EE. UU. se establecieron en la isla principal, construyendo una estación de observación de misiles en el noreste de la isla y un muelle, iniciando la construcción de una pista de aterrizaje en 1978, junto a la laguna, en la isla principal. La pista se terminó en 1982, y actualmente vuelan entre 2 y 3 aviones diarios al y del atolón, operados por Caroline Island Air.

### Tifón Liengkieki y acromatopsia
En 1775, el tifón Liengkieki barrió la isla, matando al 90 % de la población y dejando sólo a 20 personas. Se cree que uno de los supervivientes, el Nahnmwarki Mwanenised (el gobernante de la época), era portador de acromatopsia completa (conocido en la isla como "maskun", literalmente "no ve" en pingelapés), un trastorno genético recesivo que causa una ceguera total al color en los afectados. Todos los afectados tienen como ancestro a este superviviente. Sin embargo, la acromatopsia no apareció hasta la cuarta generación tras el tifón, estando afectado el 2,70 % de la población. En la sexta generación, la incidencia aumentó aproximadamente al 4,92 %. Estas estadísticas pueden explicarse por la endogamia y por dos conceptos relacionados, el efecto cuello de botella y la deriva genética. En el caso de la acromatopsia en la isla Pingelap, la mutación fluctuó en gran medida de la tercera y cuarta generación bajo una forma extrema de deriva genética. Este tipo de deriva genética ocurre sólo cuando la población es extremadamente pequeña (20 supervivientes tras el tifón) y también se conoce como efecto fundador. Por supuesto, en ambos casos ocurren casos de endogamia. Para ser capaces de recuperar la población del atolón tan rápido como fuera posible, los supervivientes deben realizar una cantidad sustancial de relaciones endogámicas en las primeras generaciones. Debido a que los familiares comparten muchos alelos similares heredados de sus ancestros comunes, hay una alta probabilidad de que la descendencia herede el mismo alelo de cada padre. Dado que la acromatopsia es un trastorno autosómico recesivo, la endogamia entre los descendientes del Nahnmwarki Mwanenised resultarán en un aumento de la frecuencia del alelo recesivo.

### Actualidad
Hoy en día, el atolón sigue siendo un lugar de interés para los genetistas debido a la alta presencia de acromatopsia; debido al pequeño acervo génico y el rápido aumento de la población, el trastorno es prevalente en al menos el 10 % de la población, con un 30 % siendo portadores (en comparación, en los EE. UU., solo 1 en 33 000, o 0,003 %, están afectados), llevando al neurólogo Oliver Sacks a escribir en 1997 su libro La isla de los ciegos al color.